# Peixateria (Mataró)
La Peixateria és un edifici del municipi de Mataró (Maresme) que forma part de l'Inventari del Patrimoni Arquitectònic de Catalunya. L'edifici fou realitzat amb la finalitat d'esdevenir el mercat del peix. La construcció fou duta a terme per l'arquitecte municipal Miquel Garriga i Roca el 1841. A finals del segle XX l'ajuntament el va llogar i hi havia el projecte d'obrir un restaurant. Des del 1997 acull, per concessió municipal, el Centre de Cooperació i Solidaritat.

## Descripció

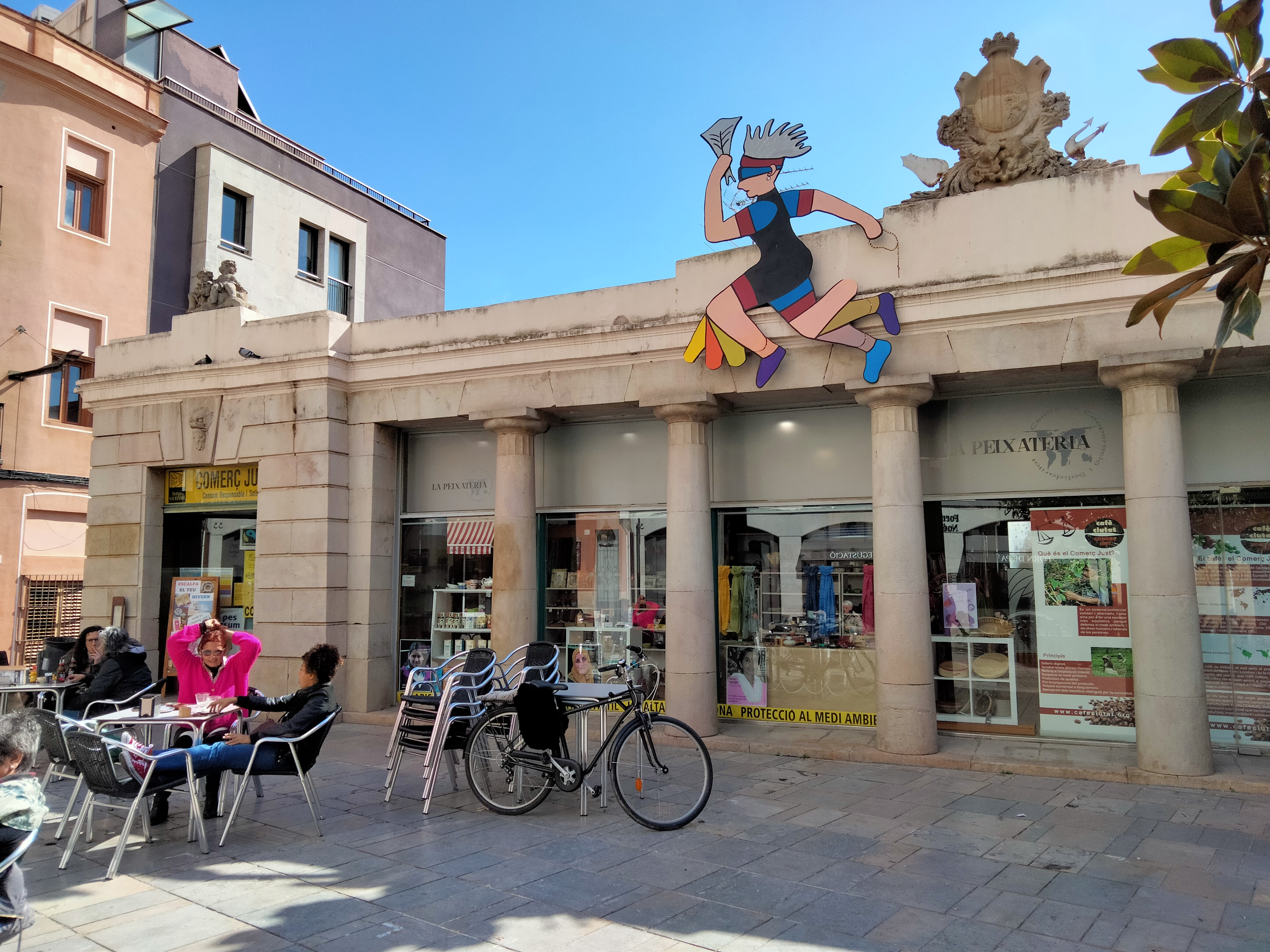
Ús actual de la Peixateria

És un edifici civil de tipus neoclàssic. Té un porxo de planta rectangular suportat per sis columnes dòriques de fust llis, i dues portes que la flanquegen. Sobresurt el seu coronament decorat amb elements escultòrics que reflecteixen temes marins amb l'aire classicista que domina tot el conjunt: fitores, arpons i conxes marines envolten l'escut de Mataró, petits grups escultòrics amb nens i peixos, etc. és un espai públic obert a l'exterior.